# Stormwind
Stormwind е сингъл на рок-групата Юръп от 1984. Това е третият сингъл в техния албум Wings for Tomorrow. На задната страна е записана песента Dreamer.

## Състав
- Джоуи Темпест-вокал, клавир
- Джон Норъм-китари
- Джон Ливън-бас китара
- Тони Рино-барабани